# 本多成広
本多 成広（ほんだ なりひろ、寛文7年（1667年）- 寛保2年8月3日（1742年9月1日）） は、江戸時代中期の福井藩家老。
父は本多道重。通称は次郎太夫、民部、縫殿。号は道山。

## 生涯
寛文7年（1667年）福井藩家老本多道重の子として越前に生まれる。宝永4年（1707年）父道重の死去により家督相続。宝永7年（1710年）城代となる。享保9年（1724年）に家老となり、19年にわたって藩政に携わり、藩主吉邦、宗昌、宗矩に仕えた。寛保2年（1742年）職を辞し、同年8月3日死去。享年76。